# ريتشارد ستوكتون فيلد
ريتشارد ستوكتون فيلد هو محامي وقاضي وسياسي أمريكي، ولد في 31 ديسمبر 1803 في مقاطعة برلنغتون في الولايات المتحدة، وتوفي في 25 مايو 1870 في برينستون في الولايات المتحدة. نشط حزبياً في الحزب الجمهوري. وقد انتخب عضو مجلس الشيوخ الأمريكي ‏ عن دائرة New Jersey Class 1 senate seat ‏ وقد انضم خلال فترته النيابية ‏ (21 نوفمبر 1862 – 14 يناير 1863) للكتلة البرلمانية الحزب الجمهوري وانتخب عضو جمعية نيوجيرسي العامة ‏ وانتخب عضو مجلس الشيوخ الأمريكي ‏.